# Musca alpesa
Musca alpesa este o specie de muște din genul Musca, familia Muscidae, descrisă de Walker în anul 1849. Conform Catalogue of Life specia Musca alpesa nu are subspecii cunoscute.